# Lawton (Oklahoma)
Pour les articles homonymes, voir Lawton.
Lawton est une ville des États-Unis, siège du comté de Comanche, dans l'Oklahoma. Selon le recensement de 2006, la population de la ville s'élevait à 109 181 habitants, ce qui en fait la quatrième ville de l'Oklahoma après Oklahoma City, Tulsa et Norman.
Le camp militaire de Fort Sill se trouve à proximité de la ville.

## Histoire

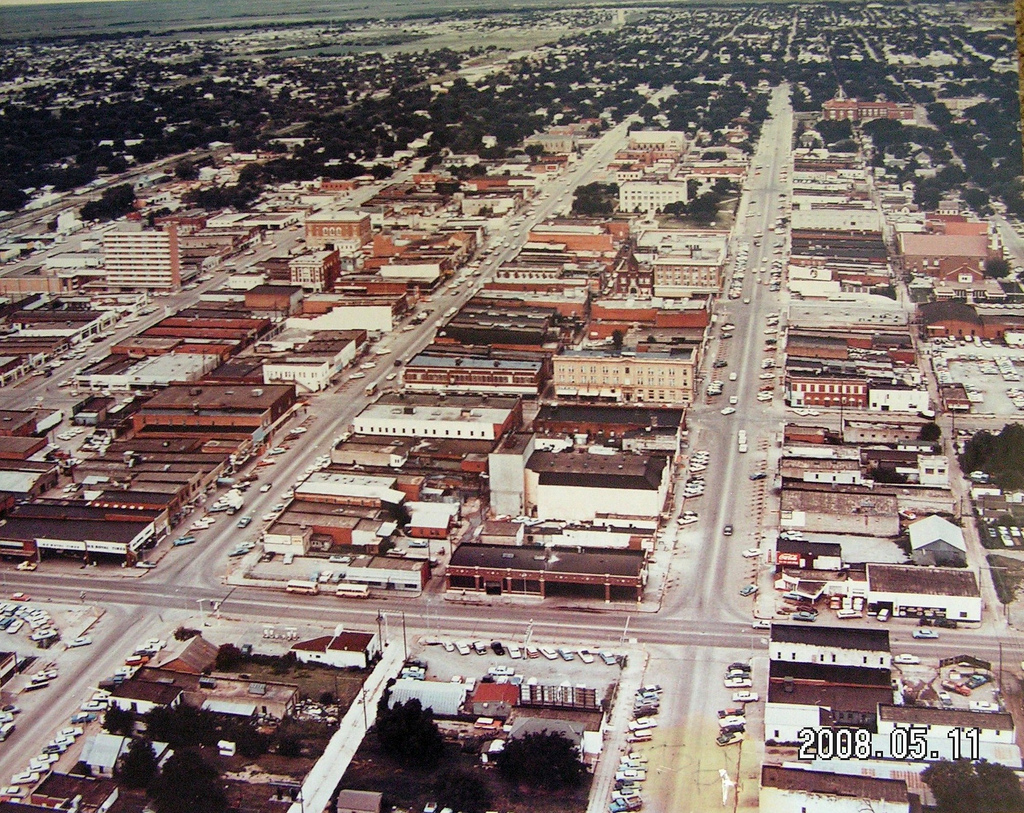
Vue aérienne de Lawton en 1964.

Le territoire sur lequel est bâtie Lawton a d'abord été attribué aux tribus amérindiennes Comanche, Kiowa et Apache par le traité de Medicine Lodge en 1867. En 1891, le congrès des États-Unis décida de rencontrer les tribus pour parvenir à un accord qui autoriserait la création de colonies américaines. Après des années de luttes juridiques, le président William McKinley prit le contrôle de 8 100 km2 pour moins de 2 000 000 de dollars. Sur ce territoire, trois villes furent planifiées pour servir de siège de comté aux trois nouveaux comtés ainsi créés. Lawton fut désignée comme le siège du comté de Comanche et doit son nom à Henry Ware Lawton, officier. À cause de l'instabilité de la région, les villes n'attiraient pas de nouveaux colons. En 1901, une loterie est organisée qui attribue un terrain aux gagnants. À la suite de la Première Guerre mondiale, la base militaire de Fort Sill s'agrandit, ce qui entraina une explosion démographique. Après la guerre l'activité économique s'étiola jusqu'à ce que la base militaire de Fort Sill fut choisie pour être le siège de l'U.S. Army Field School en 1930. Depuis lors la croissance démographique de Lawton a été constante.
Aujourd'hui, c'est le lieu du pow-wow annuel, lorsque les Comanches de tout le pays se réunissent pour célébrer leur héritage et leur culture.

## Géographie
Lawton se trouve dans le sud-ouest de l'Oklahoma, au sud des montagnes Wichita, à 142 km au sud-ouest d'Oklahoma City.

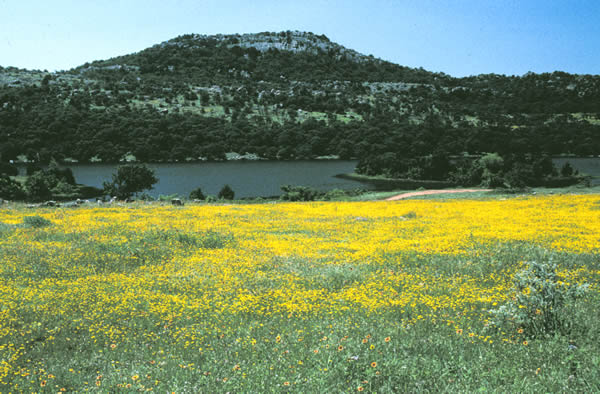
Le mont Scott, au nord de Lawton

## Transport
Lawton est desservie par l'Interstate 44 qui la relie à Oklahoma City au nord-est et à Wichita Falls au sud-ouest. L'aéroport régional de Lawton-Fort Sill (code AITA : LAW, code OACI : KLAW) dessert les villes de Dallas et Atlanta.

## Source
- (en) Cet article est partiellement ou en totalité issu de l’article de Wikipédia en anglais intitulé « Lawton, Oklahoma » (voir la liste des auteurs).